# Куарона
Куаро̀на (на италиански: Quarona; на пиемонтски: Quaron-a, Куарон-а) е малко градче и община в Северна Италия, провинция Верчели, регион Пиемонт. Разположено е на 401 m надморска височина. Населението на общината е 4189 души (към 2014 г.).